# Ludwika Chewińska
Ludwika Chewińska-Dobrowolska (Raczek, 9 ottobre 1948) è un'ex pesista polacca.

## Palmarès
| Anno | Manifestazione | Sede              | Evento         | Risultato | Misura  | Note |
| ---- | -------------- | ----------------- | -------------- | --------- | ------- | ---- |
| 1971 | Europei indoor | Sofia             | Getto del peso | 9ª        | 15,85 m |      |
| 1971 | Europei        | Helsinki          | Getto del peso | 10ª       | 16,64 m |      |
| 1972 | Europei indoor | Grenoble          | Getto del peso | 5ª        | 17,88 m |      |
| 1972 | Olimpiadi      | Monaco            | Getto del peso | 10ª       | 18,24 m |      |
| 1973 | Europei indoor | Rotterdam         | Getto del peso | Argento   | 18,29 m |      |
| 1974 | Europei        | Roma              | Getto del peso | 5ª        | 18,98 m |      |
| 1976 | Europei indoor | Monaco di Baviera | Getto del peso | 8ª        | 18,26 m |      |